# La Fargeville
La Fargeville est une census-designated place du comté de Jefferson, dans l'État de New York, aux États-Unis. En 2020, elle compte une population de 537 habitants.